# Neuhaus am Inn
Neuhaus là một đô thị ở huyện Passau bang Bayern thuộc nước Đức.